# Vrbičany (okres Kladno)
Vrbičany jsou obec se v okrese Kladno ve Středočeském kraji, asi 21 km severně od Kladna a 11 km severozápadně od města Slaný. Žije zde 209 obyvatel.

## Historie
První písemná zmínka o obci pochází z roku 1318, kdy je zmiňován vladyka Hynek. Po staletí se  majitelé měnili, aby posledním držitelem byl šlechtický rod Clam-Martinicové.
Jméno obce se podle dokladů odvozuje od množství vrb a vrbového proutí v okolí. Ještě dnes se hojné vrbové porosty vyskytují v údolí od Telec k Vrbičanům a ke Klobukům
V roce 2001 zaveden plyn, v roce 2007 byl zaveden vodovod.

### Územněsprávní začlenění
Dějiny územněsprávního začleňování zahrnují období od roku 1850 do současnosti. V chronologickém přehledu je uvedena územně administrativní příslušnost obce v roce, kdy ke změně došlo:
- 1850 země česká, kraj Praha, politický i soudní okres Slaný[4]
- 1855 země česká, kraj Praha, soudní okres Slaný[4]
- 1868 země česká, politický i soudní okres Slaný[4]
- 1939 země česká, Oberlandrat Kladno, politický i soudní okres Slaný[5]
- 1942 země česká, Oberlandrat Praha, politický i soudní okres Slaný[6]
- 1945 země česká, správní i soudní okres Slaný[7]
- 1949 Pražský kraj, okres Slaný[8]
- 1960 Středočeský kraj, okres Kladno[9]

### Rok 1932
V obci Vrbičany (447 obyvatel) byly v roce 1932 evidovány tyto živnosti a obchody: obchod s dobytkem, holič, 2 hostince, kovář, obuvník, 5 rolníků, řezník, 5 obchodů se smíšeným zbožím, švadlena, trafika.

## Doprava

### Dopravní síť
Do obce vedou silnice III. třídy.
Obec Vrbičany leží na železniční trati 110 z Kralup nad Vltavou a Slaného do Loun. Jedná se o jednokolejnou celostátní trať, doprava byla v úseku Podlešín – Louny zahájena v roce 1873. Na území obce leží mezilehlá železniční zastávka Vrbičany, do roku 2011 nazývaná podle sousedního městyse Vraný.

### Veřejná doprava 2013
V zastávce Vrbičany staví 9 párů osobních vlaků (údaj pro pracovní den).
V obci zastavovala v pracovních dnech autobusová linka Slaný-Klobuky-Vraný (3 spoje tam i zpět) (dopravce ČSAD Slaný, a.s.). O víkendu byla obec bez autobusové dopravní obsluhy.

## Pamětihodnosti
- Kaple a kříž